# Evans Bay
Die Evans Bay ist eine Bucht am Rand des Amery-Schelfeises vor der Lars-Christensen-Küste des ostantarktischen Mac-Robertson-Lands.
Die Benennung geht vorgeblich auf russische Wissenschaftler zurück.